# Nico Hülkenberg
Nicolas « Nico » Hülkenberg, né le 19 août 1987 à Emmerich am Rhein, en Rhénanie-du-Nord-Westphalie en Allemagne, est un pilote automobile allemand.
Vainqueur du championnat de Formule 3 Euro Series en 2008 puis du championnat de GP2 Series 2009, il fait ses débuts en Formule 1 la saison suivante, au sein de l'écurie Williams F1 Team. En 2011, sans contrat avec l'équipe britannique, il devient pilote d'essai pour Force India qui le titularise l'année suivante. Après une saison avec Sauber en 2013, il retourne chez Force India en 2014. Associé à Earl Bamber et Nick Tandy, il remporte les 24 Heures du Mans 2015 sur une Porsche 919 Hybrid, dès sa première participation à l'épreuve mancelle.
Après trois saisons dans l'équipe indienne, Hülkenberg rejoint Renault F1 Team en 2017. Malgré des performances honorables, il perd son baquet dans la discipline lors du championnat 2020, mais effectue deux courses en Grande-Bretagne avec Racing Point pour remplacer Sergio Pérez, atteint du Covid-19, puis Lance Stroll pour le Grand Prix de l'Eifel. L'Allemand revient à nouveau en 2022, durant deux épreuves avec Aston Martin, afin de remplacer Sebastian Vettel, également testé positif au virus.
L'année suivante, il est titularisé au sein de l'écurie Haas F1 Team, avant d'effectuer son retour chez Sauber en 2025, avec qui il obtient son premier podium lors de son 239e départ.

## Biographie

### Karting et débuts en monoplace
Nicolas Hülkenberg commence sa carrière par le karting en 1997. Double champion d'Italie junior en 2001 et 2002 puis champion d'Allemagne, il passe au sport automobile en 2005, dans le championnat d'Allemagne de Formule BMW, qu'il remporte dès sa première année.
En 2006, il accède à la F3 Recaro Cup (le championnat d'Allemagne de Formule 3) qu'il termine cinquième avec trois victoires. Il se révèle à l'occasion de la saison 2006-2007 de A1 Grand Prix, où il gagne neuf courses et permet à l'équipe d'Allemagne de remporter largement le championnat.

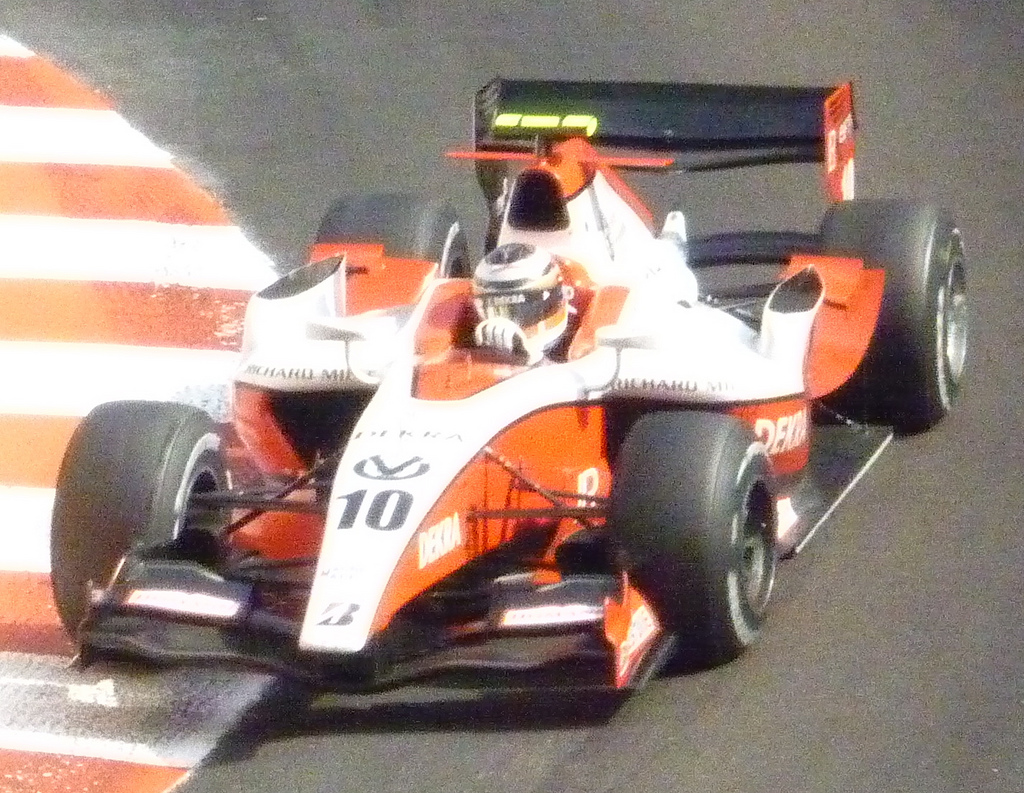
Hülkenberg pilote pour ART Grand Prix en 2009.

L'année suivante, il participe à la Formule 3 Euro Series au sein de l'écurie française ASM Formule 3. Il s'impose à quatre reprises et termine le championnat à la troisième place. Il remporte également, hors-championnat, l'épreuve des Masters de Zandvoort de Formule 3. En fin d'année, le pilote allemand effectue ses premiers tours de roue en Formule 1 au volant d'une Williams-Toyota sur le circuit de Jerez. Quelques jours plus tard, il est engagé par l'écurie britannique en tant que pilote-essayeur.
En 2008, parallèlement à ses essais avec Williams, Hülkenberg dispute une deuxième saison en Formule 3 Euro Series, pour le compte de l'écurie ART Grand Prix, le nouveau nom d'ASM Formule 3. Annoncé comme le favori du championnat, il connaît un début d'année difficile avant de dominer la compétition et d'être titré dès l'avant-dernier meeting, au Mans.
En 2009, il intègre le championnat GP2 Asia Series en milieu de saison et réalise d'emblée une pole position. Pour son deuxième weekend dans la discipline, au Qatar, il gagne sa première course, la première course nocturne de l'histoire du GP2, alors qu'il partait de la pole position. Bien que n'ayant disputé que quatre des onze manches, il se classe sixième du championnat. La même année, il participe également au championnat de GP2 Series. Quatrième du championnat après quatre weekends de courses, il remporte les deux épreuves du Nürburgring, prend la tête du championnat et ne la quitte plus ; il obtient quatre autres victoires plus tard dans la saison. À l'issue du weekend hongrois, Romain Grosjean, son plus proche rival pour le titre quitte le championnat pour aller courir en Formule 1 ; Hülkenberg remporte le titre à l'issue du weekend de Monza alors qu'il reste encore deux manches à disputer.
Le manager de Nicolas Hülkenberg est Willi Weber, connu pour avoir été celui de Michael Schumacher qu'il avait découvert au tout début de sa carrière. Weber n'hésite d'ailleurs pas à comparer son protégé à son ainé.

### 2010: débuts en Formule 1 avec Williams

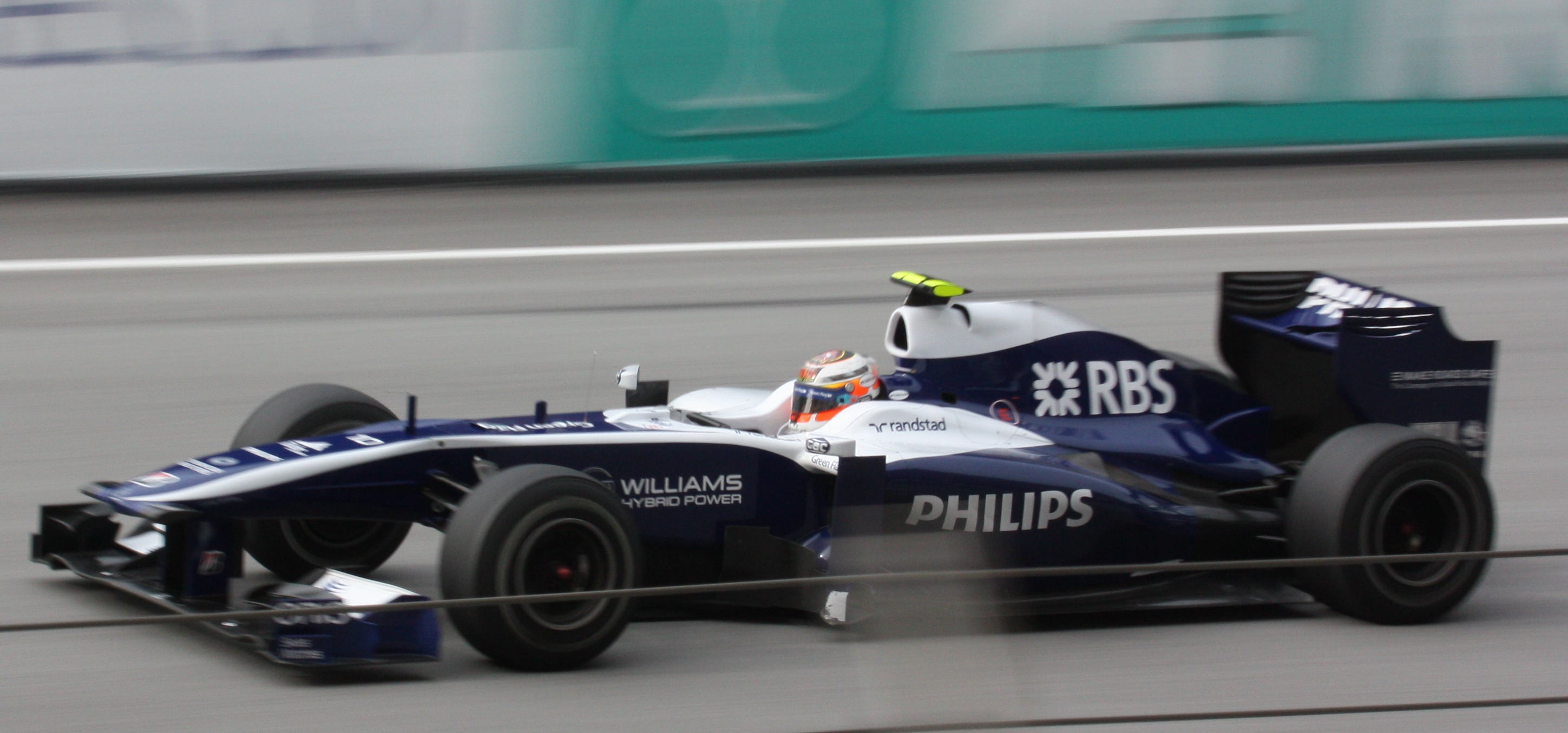
Nico Hülkenberg lors du Grand Prix de Malaisie 2010.

Nico Hülkenberg pilote pour Williams F1 Team au côté de Rubens Barrichello lors de la saison de Formule 1 2010. Son début d'année est difficile malgré une cinquième place sur la grille de départ en Malaisie convertie en course par le point de la dixième place. Le jeune allemand progresse et se qualifie régulièrement parmi les dix premiers. Après avoir inscrit un point à Silverstone, Hülkenberg obtient son meilleur résultat de la saison au Grand Prix de Hongrie grâce à une sixième position.
Lors du Grand Prix du Brésil, sur le circuit d'Interlagos, il réalise la première pole position de sa carrière en Formule 1, reléguant à plus d'une seconde Sebastian Vettel, son premier poursuivant. S'il termine huitième de l'épreuve, son écurie annonce le lendemain qu'il n'est pas reconduit l'année suivante. Il finit sa première saison en Formule 1 à la quatorzième place avec 22 unités, quand Rubens Barrichello, son équipier, termine dixième du championnat du monde avec 47 points.

### 2011-2012: essayeur puis titulaire chez Force India

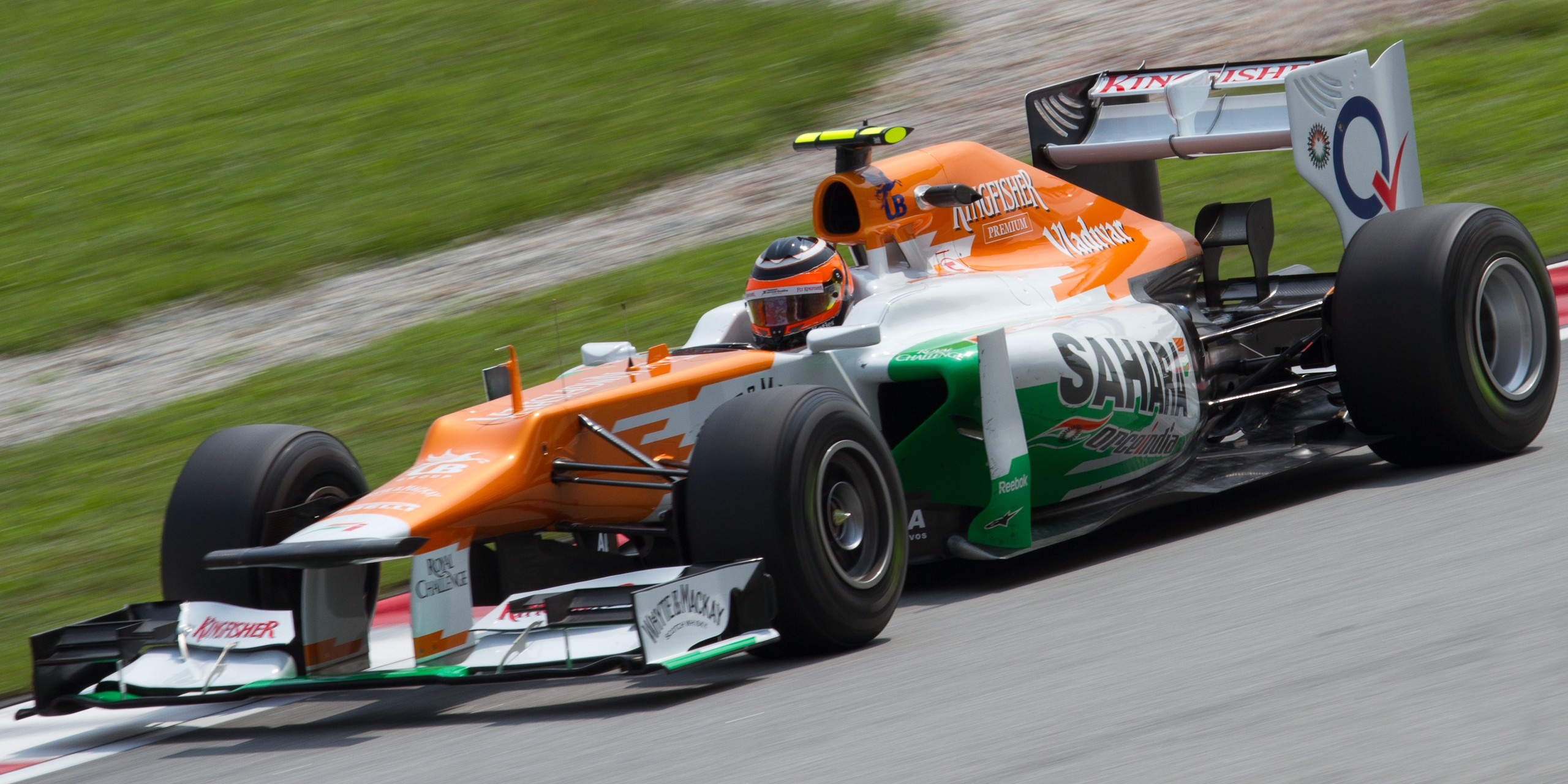
Nico Hülkenberg au Grand Prix de Malaisie 2012.

En 2011, Hülkenberg signe chez Force India un contrat de troisième pilote et effectue quatorze séances d'essais du vendredi matin en remplaçant Adrian Sutil. L'année suivante, il devient l'équipier de Paul di Resta au sein de l'écurie. Pour le premier Grand Prix, en Australie, il abandonne dès le premier tour sur accrochage. Lors du Grand Prix de Belgique, il réalise son meilleur résultat de la saison grâce à une quatrième place. Après quinze courses, il est quatorzième du championnat avec 37 points.
Fin octobre, il est recruté par Sauber pour la saison 2013. Lors de la dernière épreuve, il mène pour la première fois de sa carrière une course de Formule 1. Après avoir accroché Lewis Hamilton, il écope d'une pénalité et termine cinquième de la course. Il se classe onzième du championnat du monde avec 63 points.

### 2013: une année en dents de scie avec Sauber

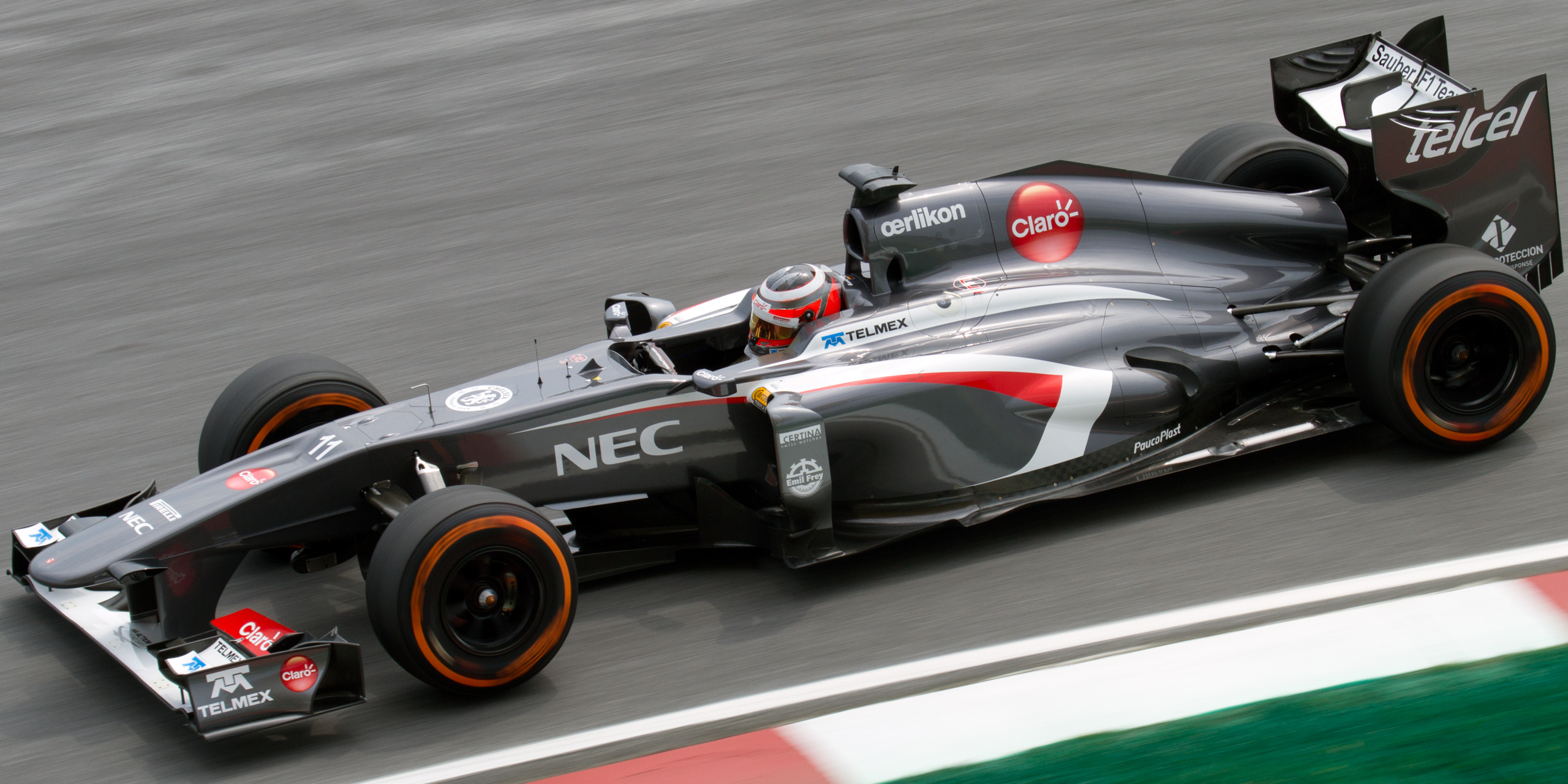
Hülkenberg durant le Grand Prix de Malaisie 2013.

En 2013, Sergio Pérez part vers McLaren Racing et est remplacé par Nico Hülkenberg qui fait équipe avec le Mexicain Esteban Gutiérrez, soutenu par Telmex, un des commanditaires principaux de l'écurie. Rapidement, la Sauber C32 se révèle bien moins performante que sa devancière. Si Hülkenberg inscrit quatre points en se classant huitième en Malaisie puis dixième lors du Grand Prix de Chine, les quatre courses suivantes se soldent par autant de déceptions. Il renoue avec les points en se classant dixième des épreuves de Grande-Bretagne et d'Allemagne.
Peu avant la trêve estivale, Sauber, en proie à des problèmes financiers, ne verse plus le salaire d'Hülkenberg qui officialise alors l'activation d'une clause de sortie de son contrat qui le lie à Sauber depuis le début de la saison : il est désormais libre de quitter Sauber à tout moment s'il le souhaite « Je pense que la situation est difficile. Monisha Kaltenborn et toute l'équipe dirigeante travaillent pour trouver une solution. Elle m'a assuré qu'elle travaille dur à ce sujet et c'est tout ce que je peux dire actuellement. Je dois préparer la suite de ma carrière : rien n'est impossible ni exclu. »,
En fin d'année, la monoplace progresse et permet à l'Allemand de se mettre en valeur : il se classe cinquième du Grand Prix d'Italie, neuvième à Singapour, quatrième en Corée (le meilleur résultat de la saison) puis sixième au Grand Prix du Japon. Lotus F1 Team, en pleine lutte pour la seconde place du championnat contre Ferrari, qui cherche, après le forfait de son pilote Kimi Räikkönen pour les deux derniers Grands Prix, un pilote capable de marquer des points importants le contacte. Ferrari, paye alors son salaire en souffrance chez Sauber afin que son contrat reste valide et oppose son refus à ce transfert,. Nico Hülkenberg termine l'année dans les points en finissant sixième aux États-Unis et huitième au Brésil. Il se classe dixième du championnat du monde, avec 51 points.

### 2014-2016: retour chez Force India et vainqueur des 24 heures du Mans

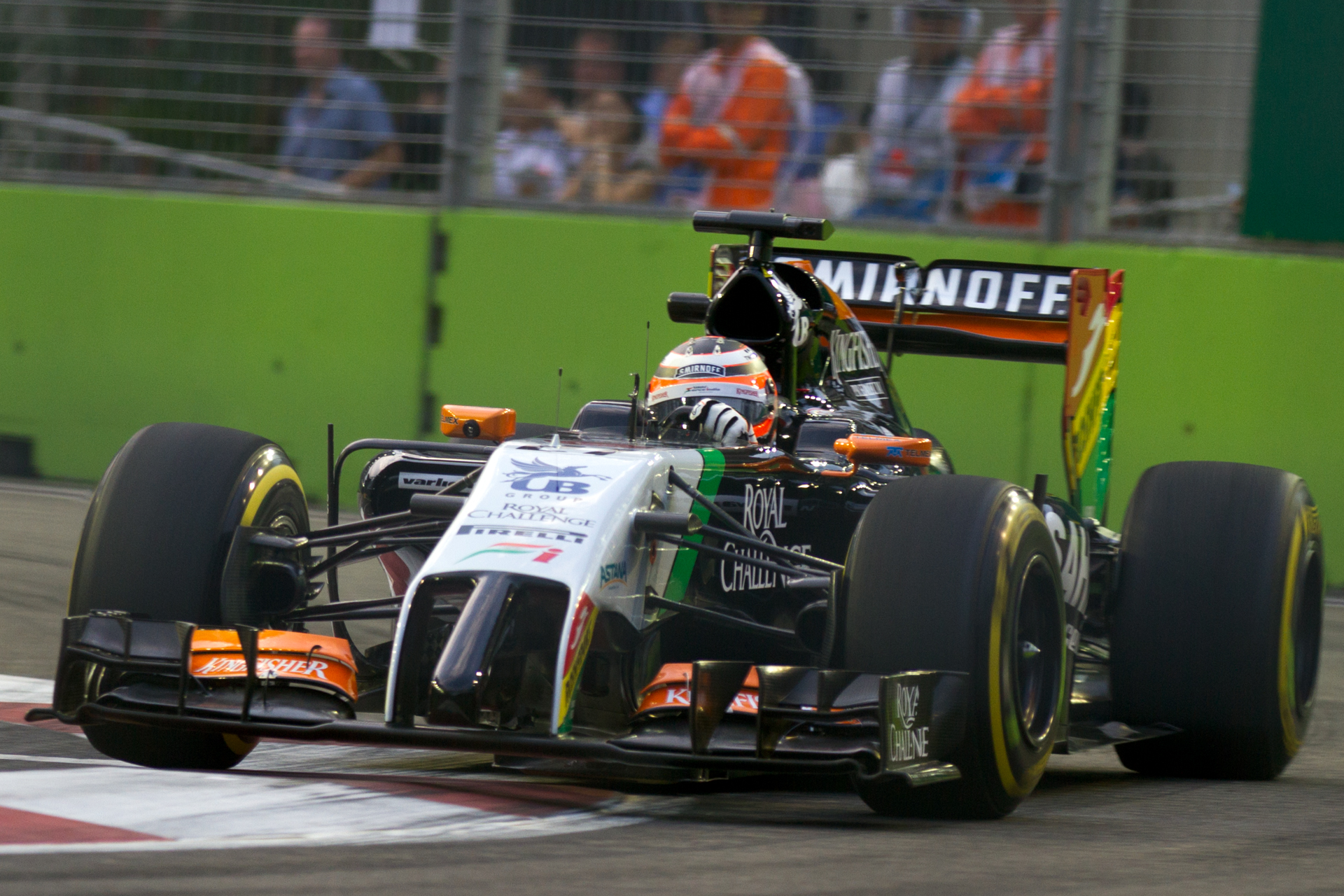
Nico Hülkenberg au Grand Prix de Singapour 2014.

Les négociations avec Lotus F1 Team ayant échoué, l'écurie britannique en manque de liquidités préférant recruter Pastor Maldonado qui dispose d'un budget complémentaire assuré par son commanditaire personnel PDVSA, Hülkenberg signe un contrat avec Force India, dont il était un des pilotes titulaires en 2012.
Pour la manche inaugurale de la saison 2014, il se qualifie en septième position et termine sixième de la course, devant Kimi Räikkönen. En Malaisie et à Bahreïn, il termine cinquième et pointe à la troisième place du championnat du monde. Sixième lors du Grand Prix Chine, il passe derrière Fernando Alonso au classement du championnat du monde. Dixième en Espagne, il se classe cinquième à Monaco. Après dix épreuves consécutives dans les points, Hülkenberg connaît une seconde partie de saison plus délicate ; il réalise toutefois sa meilleure saison depuis ses débuts avec la neuvième place du championnat du monde des pilotes.

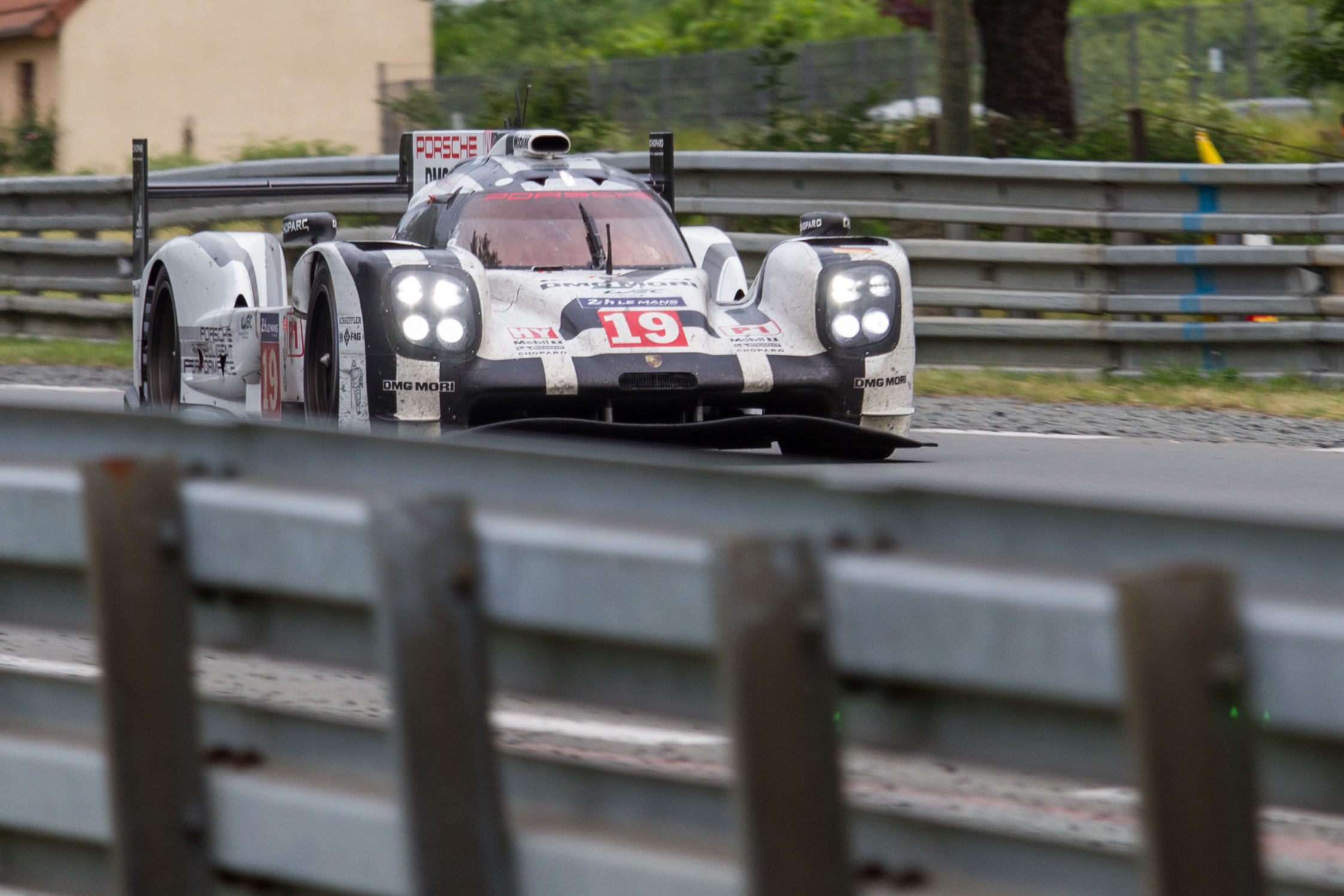
Hülkenberg, vainqueur des 24 Heures du mans 2015 avec Porsche.

L'année suivante, Nico Hülkenberg connaît un début de saison compliqué à cause du manque de compétitivité de la nouvelle Force India VJM08. Après six courses, il est treizième du championnat avec une seule arrivée dans les points. Tout en continuant à courir en Formule 1, il remporte, pour sa première participation, en équipage avec Nick Tandy et Earl Bamber l'édition 2015 des 24 Heures du Mans sur une Porsche 919 Hybrid de l'écurie officielle Porsche Team, ce qu'il qualifie comme « la plus grande victoire de sa carrière »,.
Au Grand Prix de Grande-Bretagne, Force India sort une profonde évolution de sa monoplace qui permet à Hülkenberg de terminer septième de l'épreuve. Au quarante-et-unième tour du Grand Prix de Hongrie, une rupture de son aileron avant provoque une violente sortie de piste dont il sort sans dommage. En Italie, il réintègre les points en se classant septième. À Singapour, il s'accroche avec Felipe Massa en début d'épreuve. Tandis que le pilote Williams poursuit sa route, l'Allemand abandonne et est pénalisé d'un recul de trois positions sur la grille du prochain Grand Prix du Japon, ou il obtient son meilleur résultat de l'année grâce à une sixième place. Lors du Grand Prix des États-Unis, il connaît son cinquième abandon de la saison après un contact avec Daniel Ricciardo. Il termine la dernière course de la saison à la septième position et se classe dixième du championnat avec 58 points.
En 2016, il termine régulièrement dans les points et contribue avec son équipier Sergio Pérez à la quatrième place de Force India au championnat constructeur. À l'issue du Grand Prix du Japon, le pilote allemand rompt son contrat le liant à Force India pour l'année 2017, en vertu d'une clause indiquant qu'il peut intégrer une autre écurie s'il le souhaite. Il annonce de façon concomitante avoir signé avec Renault Sport Formula One Team pour les deux prochaines saisons.

### 2017-2019: trois saisons avec Renault F1 Team

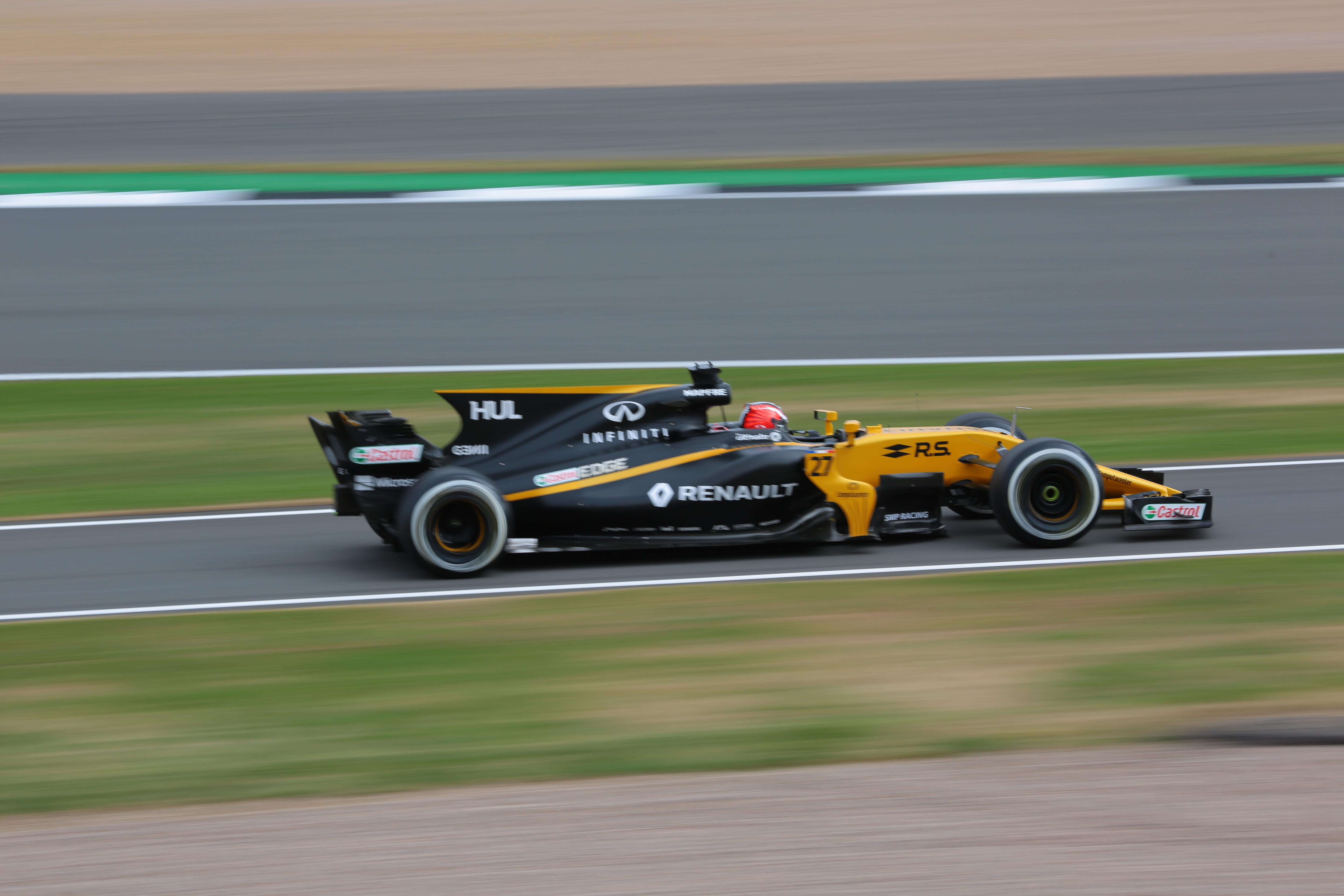
Nico Hülkenberg lors du Grand Prix de Grande-Bretagne 2017.

Nico Hülkenberg signe chez Renault Sport Formula One Team pour les saisons 2017 et 2018, avec une option pour 2019. Lors de la première manche de l'année, au Grand Prix d'Australie, il se qualifie onzième et termine le Grand Prix à la même place. Il prend la septième place sur la grille en Chine et finit douzième de la course après un tête-à-queue. Une semaine plus tard, au Grand Prix de Bahreïn, il termine neuvième et inscrit ses premiers points pour l'écurie. En Russie, au terme d'une course solitaire, il franchit la ligne d'arrivée huitième. Lors du Grand Prix d'Espagne qui marque le début de la saison européenne, Hülkenberg obtient son meilleur résultat de la saison grâce à une sixième position. À Monaco, il abandonne pour la première fois de l'année. Il réalise la meilleure qualification de Renault depuis son retour dans la discipline en prenant la cinquième place sur la grille du Grand Prix de Grande-Bretagne ; le lendemain, il finit sixième de l'épreuve et abandonne lors du Grand Prix suivant. À Singapour, après avoir abandonné, Nico Hülkenberg détient le record du nombre de Grands Prix sans être monté sur le podium. Après six courses compliquées où il termine hors des points, il finit dixième du Grand Prix du Brésil. Sixième à Abou Dabi, il se classe dixième du championnat avec 43 points.

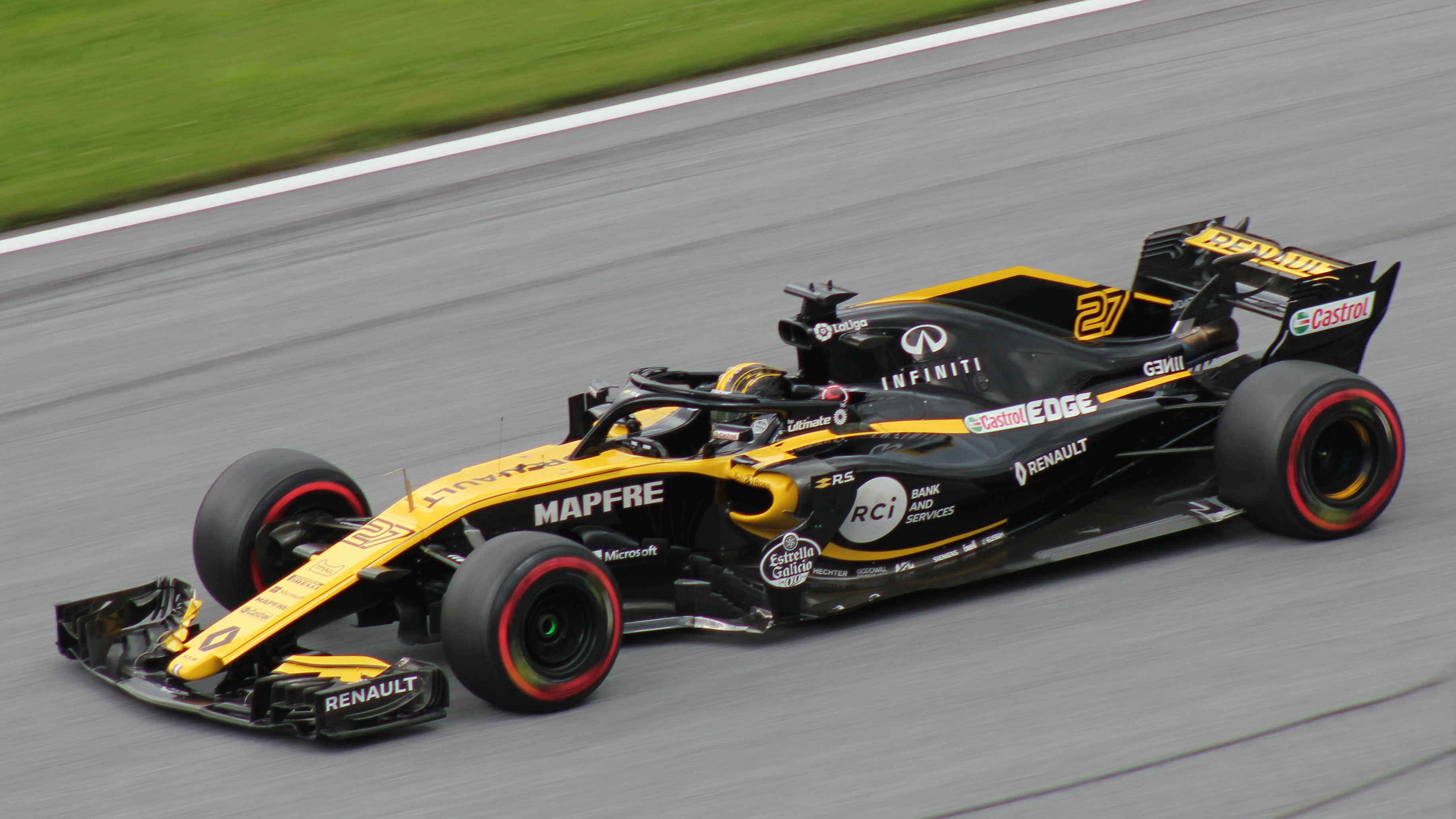
Nico Hülkenberg au Grand Prix d'Autriche 2018.

Au Grand Prix inaugural 2018, en Australie, Hülkenberg se qualifie en huitième position et gagne une place en course. Sixième en Chine et à Bahreïn, il pointe à la septième place du championnat du monde. Lors du Grand Prix d'Azerbaïdjan, il abandonne pour la première fois de l'année. À Monaco, il se qualifie en onzième position sur la grille ; le lendemain, grâce à une bonne stratégie il termine huitième. Au Canada et en France, il marque les points de la septième et neuvième position. Lors du Grand Prix d'Autriche, alors qu'il se bat pour une nouvelle place dans les points, son moteur explose dans les premiers tours. Qualifié onzième en Grande-Bretagne, il finit sixième à trente secondes du vainqueur Sebastian Vettel. Pour son Grand Prix national, il obtient son meilleur résultat de l'année grâce à une cinquième position. En Belgique, après la pause estivale, il provoque un accident impliquant également Charles Leclerc, Fernando Alonso, Daniel Ricciardo et Kimi Räikkönen et est sanctionné d'un recul de dix places sur la grille du Grand Prix d'Italie qu'il termine treizième. Après quatre courses compliquées, il finit sixième du Grand Prix des États-Unis et du Mexique. Lors du dernier Grand Prix de la saison, dixième des qualifications, il s'accroche dès le premier tour avec Romain Grosjean, qui l'envoie en tonneau ; l'Allemand se classe ainsi septième du championnat avec 69 points.

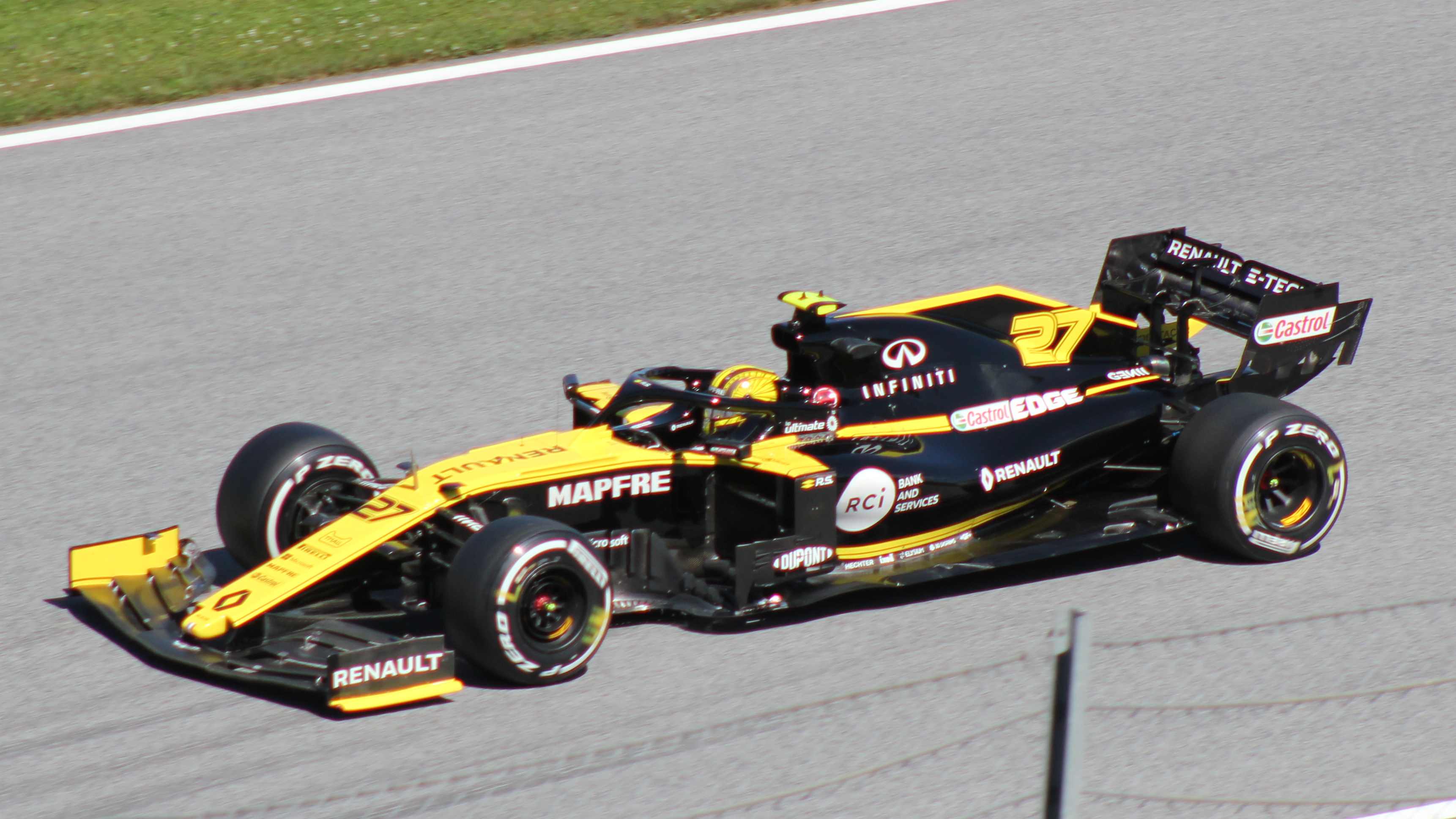
Hülkenberg, avec la Renault R.S.19, lors du Grand Prix d'Autriche 2019.

Pour la manche inaugurale de la saison 2019, il termine septième et inscrit ses premiers points pour l'écurie. À Bahreïn, il abandonne pour la première fois. Après quatre courses hors des points, il finit septième du Grand Prix du Canada et remonte à la treizième place du championnat. En France, il franchit la ligne d'arrivée neuvième mais gagne une place grâce à une pénalité infligée à son coéquipier. En Grande-Bretagne, en difficulté pendant tout le weekend, Nico Hülkenberg se classe dixième. Lors de son Grand Prix national, en passe de monter sur son premier podium, il abandonne après une sortie de piste. Le 29 août 2019, Renault F1 Team, annonce qu'il ne sera pas prolongé, l'écurie recrutant le pilote français Esteban Ocon à partir de 2020. En Italie, il obtient son meilleur résultat de l'année grâce à une cinquième position. Quinzième des qualifications au Grand Prix du Japon, il profite des déconvenues de ses adversaires pour finir dixième mais est disqualifié pour système de freinage non conforme. Aux États-Unis, Hülkenberg termine neuvième. Au Brésil, après une épreuve à rebondissement, il termine quinzième avec cinq secondes de pénalité pour avoir effectué un dépassement avant une relance de course. Pour son dernier Grand Prix avec Renault, à Abou Dabi, il finit douzième et se classe quatorzième du championnat, avec 37 points.

### 2020-2022: réserviste chez Racing Point et Aston Martin
Hülkenberg fait son retour à l'occasion du Grand Prix de Grande-Bretagne, au sein de l'écurie Racing Point F1 Team, où il remplace Sergio Pérez, positif à la Covid-19 et immédiatement placé en quarantaine, ; il ne peut toutefois pas prendre le départ de la course à cause d'un problème mécanique. Pour sa deuxième pige, au Grand Prix du 70e anniversaire, qualifié en troisième place, il termine septième de l'épreuve. Le 10 octobre, il remplace Lance Stroll, malade, au Grand Prix de l'Eifel ; qualifié en dernière position, il se classe huitième et est élu pilote du jour.
Le 17 mars 2022, le pilote allemand remplace, chez Aston Martin F1 Team, son compatriote Sebastian Vettel, positif à la Covid-19 et forfait pour l'épreuve d'ouverture de la saison. Il se qualifie dix-septième, deux places devant Lance Stroll ; le lendemain, il finit à la même position et dernier pilote à franchir la ligne d'arrivée. Il poursuit sa pige en Arabie saoudite où il termine douzième.

### 2023-2024: passage au sein de l'équipe Haas

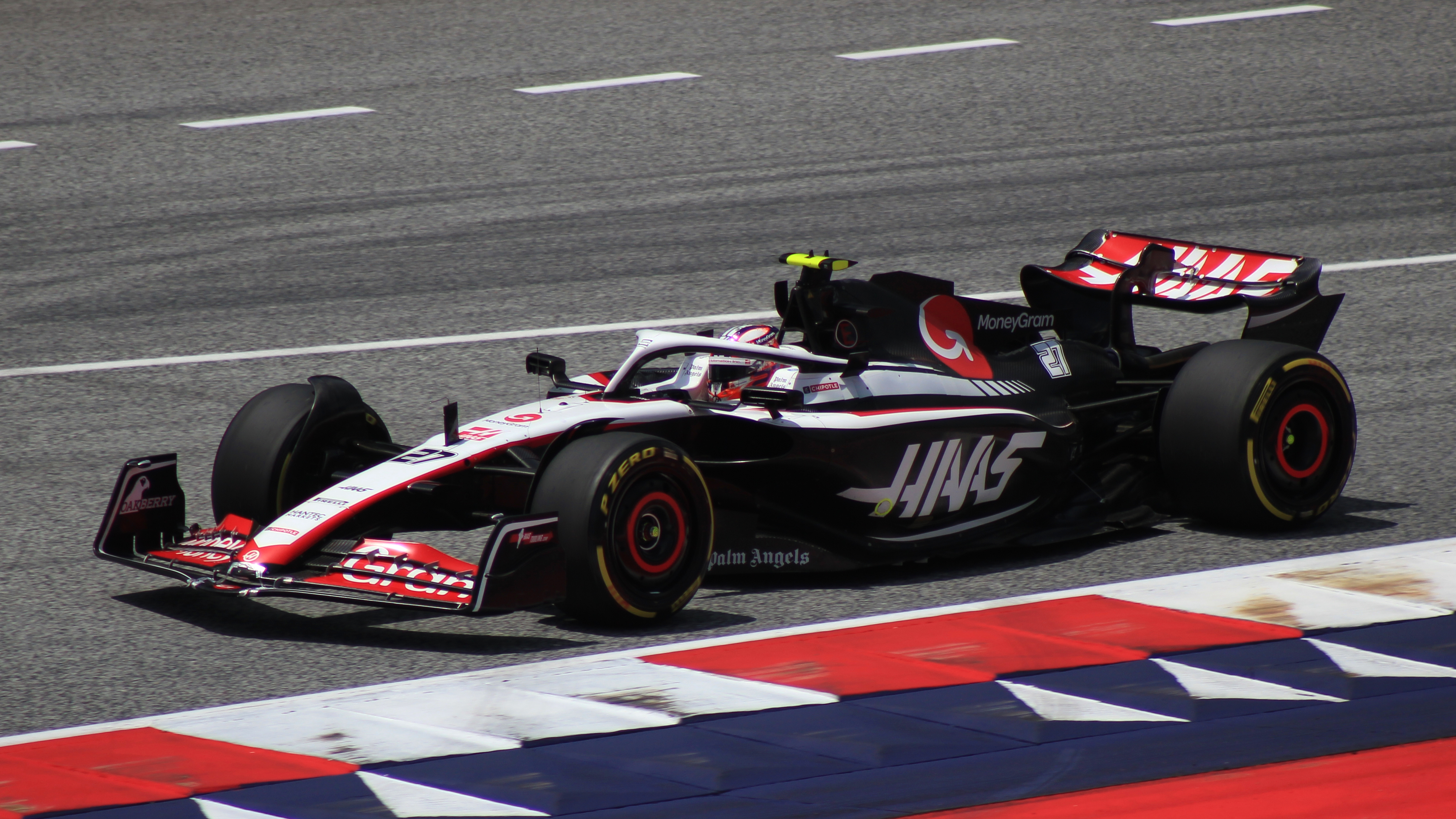
Nico Hülkenberg durant le Grand Prix d'Autriche 2023.

Le 17 novembre 2022, l'écurie Haas F1 Team annonce la titularisation de Nico Hülkenberg pour la saison 2023. Dixième des qualifications à Bahreïn après des essais libres convaincants, il abîme son aileron avant en percutant Esteban Ocon dès le premier tour et finit quinzième. À Melbourne, malgré trois interruption de course, il marque ses premiers points, grâce à une septième place. Lors du Grand Prix du Canada, il obtient le deuxième temps des qualifications mais démarre l'épreuve en cinquième position à cause d'une pénalité pour n'avoir pas suffisamment ralenti sous drapeau rouge. Le lendemain, il chute dans le classement et termine quinzième à un tour du vainqueur. Quatrième au départ de la course sprint du Grand Prix d'Autriche, il dépasse Lando Norris et Sergio Pérez, afin de se retrouver second derrière Max Verstappen pendant plusieurs tours, avant de finir sixième. En marge du Grand Prix des Pays-Bas, il prolonge d'un an son contrat avec Haas ; il termine douzième de l'épreuve,. Parti douzième à Mexico, son 200e Grand Prix, il se bat longtemps pour défendre sa dixième place face aux Alpine mais, à six tours du but, ses pneus complètement dégradés lui font lâcher prise ; il termine treizième. Au terme de la saison, l'Allemand se classe seizième du championnat avec 9 points.
Victime d'un problème technique lors de la deuxième épreuve du championnat 2024, Hülkenberg n'atteint pas la dernière phase des qualifications ; le lendemain, il franchit la ligne d'arrivée dixième, grâce à une stratégie décalée et à l'aide de son coéquipier qui termine juste derrière lui, après avoir ralenti plusieurs concurrents. Au Grand Prix d'Australie, qualifié seizième, il tire parti des incidents de course pour finir neuvième. En Chine, sous régime de la voiture de sécurité, il profite d'un incident entre Stroll et Ricciardo afin d'obtenir un nouveau point. Le 26 avril 2024, Haas annonce son départ à la fin de la saison ; il rejoindra Sauber en 2025, en vue de l'arrivée d'Audi en 2026,. Qualifié en dixième place du sprint du Grand Prix de Miami, il gagne trois positions lors du premier tour et termine septième. À Monaco, victime collatérale d'un accrochage dans les premiers kilomètres de l'épreuve, il abandonne. Lors du Grand Prix d'Autriche, Nico Hülkenberg parvient à évoluer dans la zone des points et bénéficie de divers incidents pour effectuer son meilleur résultat de l'année avec une sixième place ; performance qu'il réitère une semaine plus tard sur le circuit de Silverstone. Au Grand Prix d'Italie, sa course est ruinée dès le premier tour après un contact avec Daniel Ricciardo, ainsi qu’une pénalité de dix secondes pour avoir percuté Tsunoda ; après cinq manches compliquées, il finit neuvième à Singapour. Durant le Grand Prix national de son équipe, il parvient à obtenir les points de la huitième position. Huitième à Abou Dabi, sa dernière course avec Haas, il se classe onzième du championnat avec 41 points.

### 2025: retour chez Sauber et premier podium
Au Grand Prix inaugural, Nico Hülkenberg bénéficie d'une course mouvementée et animée par la pluie pour franchir la ligne d'arrivée septième. Treizième sous le drapeau à damier du Grand Prix de Bahreïn, il est disqualifié en raison d'une usure trop prononcée du patin de sa monoplace. Qualifié quinzième en Espagne, il parvient à remonter jusqu'à la sixième position grâce à un bon départ et une bonne stratégie ; par la suite, il bénéfice d’une pénalité envers Max Verstappen pour marquer les points de la cinquième place. Au terme d'une course solitaire au Canada, il franchit la ligne d'arrivée huitième. Durant le Grand Prix d'Autriche, il s'attribue les points de la neuvième position, après s'être élancé dernier. Une semaine plus tard, en Grande-Bretagne, l'Allemand se qualifie dix-neuvième sur la grille ; le lendemain, au terme d'une épreuve marquée par de nombreuses averses, il obtient le premier podium de sa carrière en se classant troisième, et établit le record du plus grand nombre de Grand Prix disputés avant d'acquérir un podium.

## Palmarès
- Champion de Formule BMW ADAC en 2005
- Vainqueur de l'A1 Grand Prix en 2006-2007
- Vainqueur des Masters de Formule 3 en 2007
- Champion de Formule 3 Euro Series en 2008 avec 6 pole positions, 7 victoires et 8 podiums en 20 courses.
- Champion des GP2 Series en 2009 avec 3 pole positions, 5 victoires et 10 podiums en 20 courses.
- Vainqueur des 24 Heures du Mans en 2015 sur Porsche 919 Hybrid.

## Résultats en championnat du monde de Formule 1
| Saison | Écurie                                       | Châssis                              | Moteur                        | Pneus       | GP disputés | Pole positions | Victoires | Podiums | Meilleurs tours | Dans les points | Abandons | Points inscrits | Classement |
| ------ | -------------------------------------------- | ------------------------------------ | ----------------------------- | ----------- | ----------- | -------------- | --------- | ------- | --------------- | --------------- | -------- | --------------- | ---------- |
| 2010   | AT&T Williams                                | Williams FW32                        | Cosworth V8                   | Bridgestone | 19          | 1              | 0         | 0       | 0               | 7               | 4        | 22              | 14e        |
| 2012   | Sahara Force India F1 Team                   | Force India VJM05                    | Mercedes V8                   | Pirelli     | 20          | 0              | 0         | 0       | 1               | 11              | 3        | 63              | 11e        |
| 2013   | Sauber F1 Team                               | Sauber C32                           | Ferrari V8                    | Pirelli     | 18          | 0              | 0         | 0       | 0               | 10              | 2        | 51              | 10e        |
| 2014   | Sahara Force India F1 Team                   | Force India VJM07                    | Mercedes V6 turbo hybride     | Pirelli     | 19          | 0              | 0         | 0       | 0               | 15              | 2        | 96              | 9e         |
| 2015   | Sahara Force India F1 Team                   | Force India VJM08 Force India VJM08B | Mercedes V6 turbo hybride     | Pirelli     | 18          | 0              | 0         | 0       | 0               | 9               | 5        | 58              | 10e        |
| 2016   | Sahara Force India F1 Team                   | Force India VJM09                    | Mercedes V6 turbo hybride     | Pirelli     | 21          | 0              | 0         | 0       | 1               | 14              | 5        | 72              | 9e         |
| 2017   | Renault Sport Formula One Team               | Renault R.S.17                       | Renault V6 turbo hybride      | Pirelli     | 20          | 0              | 0         | 0       | 0               | 8               | 7        | 43              | 10e        |
| 2018   | Renault Sport Formula One Team               | Renault R.S.18                       | Renault V6 turbo hybride      | Pirelli     | 21          | 0              | 0         | 0       | 0               | 11              | 7        | 69              | 7e         |
| 2019   | Renault F1 Team                              | Renault R.S.19                       | Renault V6 turbo hybride      | Pirelli     | 21          | 0              | 0         | 0       | 0               | 10              | 3        | 37              | 14e        |
| 2020   | BWT Racing Point F1 Team                     | Racing Point RP20                    | BWT Mercedes V6 turbo hybride | Pirelli     | 2           | 0              | 0         | 0       | 0               | 2               | 0        | 10              | 15e        |
| 2022   | Aston Martin Aramco Cognizant Formula 1 Team | Aston Martin AMR22                   | Mercedes V6 turbo hybride     | Pirelli     | 2           | 0              | 0         | 0       | 0               | 0               | 0        | 0               | 22e        |
| 2023   | MoneyGram Haas F1 Team                       | Haas VF-23                           | Ferrari V6 turbo hybride      | Pirelli     | 22          | 0              | 0         | 0       | 0               | 2               | 2        | 9               | 16e        |
| 2024   | MoneyGram Haas F1 Team                       | Haas VF-24                           | Ferrari V6 turbo hybride      | Pirelli     | 24          | 0              | 0         | 0       | 0               | 12              | 2        | 41              | 11e        |
| 2025   | Stake F1 Team                                | Kick Sauber C45                      | Ferrari V6 turbo hybride      | Pirelli     | 14          | 0              | 0         | 1       | 0               | 5               | 0        | 37              | 9e         |
|        | Total                                        |                                      |                               |             | 241         | 1              | 0         | 1       | 2               | 116             | 42       | 608             |            |

| Saison        | Écurie                                | Châssis                              | Moteur                                           | Pneus | 1        | 2        | 3        | 4        | 5        | 6          | 7        | 8        | 9           | 10       | 11       | 12      | 13       | 14       | 15       | 16       | 17       | 18       | 19        | 20       | 21       | 22      | 23          | 24     | Classement | Points inscrits |
| ------------- | ------------------------------------- | ------------------------------------ | ------------------------------------------------ | ----- | -------- | -------- | -------- | -------- | -------- | ---------- | -------- | -------- | ----------- | -------- | -------- | ------- | -------- | -------- | -------- | -------- | -------- | -------- | --------- | -------- | -------- | ------- | ----------- | ------ | ---------- | --------------- |
| 2010          | AT&T Williams                         | Williams FW32                        | Cosworth V8 CA2010                               | B     | BAH 14e  | AUS Abd. | MAL 10e  | CHI 15e  | ESP 16e  | MON Abd.   | TUR 17e  | CAN 13e  | EUR Abd.    | GBR 10e  | ALL 13e  | HON 6e  | BEL 14e  | ITA 7e   | SIN 10e  | JPN Abd. | CDS 10e  | BRE 8e   | ABU 16e   |          |          |         |             |        | 14e        | 22              |
| 2012          | Sahara Force India F1 Team            | Force India VJM05                    | Mercedes V8 FO 108Z                              | P     | AUS Abd. | MAL 9e   | CHI 15e  | BAH 12e  | ESP 10e  | MON 8e     | CAN 12e  | EUR 5e   | GBR 12e     | ALL 9e   | HON 11e  | BEL 4e  | ITA 21e* | SIN 14e  | JPN 7e   | CDS 6e   | IND 8e   | ABU Abd. | USA 8e    | BRE 5e   |          |         |             |        | 11e        | 63              |
| 2013          | Sauber F1 Team                        | Sauber C32                           | Ferrari V8 Type 056                              | P     | AUS Np.  | MAL 8e   | CHI 10e  | BAH 12e  | ESP 15e  | MON 11e    | CAN Abd. | GBR 10e  | ALL 10e     | HON 11e  | BEL 13e  | ITA 5e  | SIN 9e   | CDS 4e   | JPN 6e   | IND 19e* | ABU 14e  | USA 6e   | BRE 8e    |          |          |         |             |        | 10e        | 51              |
| 2014          | Sahara Force India F1 Team            | Force India VJM07                    | Mercedes V6 turbo hybride PU106A                 | P     | AUS 6e   | MAL 5e   | BAH 5e   | CHI 6e   | ESP 10e  | MON 5e     | CAN 5e   | AUT 9e   | GBR 8e      | ALL 7e   | HON Abd. | BEL 10e | ITA 12e  | SIN 9e   | JPN 8e   | RUS 12e  | USA Abd. | BRE 8e   | ABU 6e    |          |          |         |             |        | 9e         | 96              |
| 2015          | Sahara Force India F1 Team            | Force India VJM08 Force India VJM08B | Mercedes V6 turbo hybride PU106B                 | P     | AUS 7e   | MAL 14e  | CHI Abd. | BAH 13e  | ESP 15e  | MON 11e    | CAN 8e   | AUT 6e   | GBR 7e      | HON Abd. | BEL Np.  | ITA 7e  | SIN Abd. | JPN 6e   | RUS Abd. | USA Abd. | MEX 7e   | BRE 6e   | ABU 7e    |          |          |         |             |        | 10e        | 58              |
| 2016          | Sahara Force India F1 Team            | Force India VJM09                    | Mercedes V6 turbo hybride PU106C                 | P     | AUS 7e   | BAH 15e  | CHI 15e  | RUS Abd. | ESP Abd. | MON 6e     | CAN 8e   | EUR 9e   | AUT Abd.    | GBR 9e   | HON 10e  | ALL 7e  | BEL 4e   | ITA 10e  | SIN Abd. | MAL 8e   | JPN 8e   | USA Abd. | MEX 7e    | BRE 7e   | ABU 7e   |         |             |        | 9e         | 72              |
| 2017          | Renault Sport Formula One Team        | Renault R.S.17                       | Renault V6 turbo hybride R.E 17                  | P     | AUS 11e  | CHI 12e  | BAH 9e   | RUS 8e   | ESP 6e   | MON Abd.   | CAN 8e   | AZE Abd. | AUT 13e     | GBR 6e   | HON 17e  | BEL 6e  | ITA 13e* | SIN Abd. | MAL 16e  | JPN Abd. | USA Abd. | MEX Abd. | BRE 10e   | ABU 6e   |          |         |             |        | 10e        | 43              |
| 2018          | Renault Sport Formula One Team        | Renault R.S.18                       | Renault V6 turbo hybride R.E 18                  | P     | AUS 7e   | BAH 6e   | CHI 6e   | AZE Abd. | ESP Abd. | MON 8e     | CAN 7e   | FRA 9e   | AUT Abd.    | GBR 6e   | ALL 5e   | HON 12e | BEL Abd. | ITA 13e  | SIN 10e  | RUS 13e  | JPN Abd. | USA 6e   | MEX 6e    | BRE Abd. | ABU Abd. |         |             |        | 7e         | 69              |
| 2019          | Renault F1 Team                       | Renault R.S.19                       | Renault V6 turbo hybride E-Tech 19               | P     | AUS 7e   | BAH Abd. | CHI Abd. | AZE 14e  | ESP 13e  | MON 14e    | CAN 7e   | FRA 8e   | AUT 13e     | GBR 10e  | ALL Abd. | HON 12e | BEL 8e   | ITA 5e   | SIN 9e   | RUS 10e  | JPN Dsq. | MEX 10e  | USA 9e    | BRE 15e  | ABU 12e  |         |             |        | 14e        | 37              |
| 2020          | BWT Racing Point F1 Team              | Racing Point RP20                    | BWT Mercedes V6 turbo hybride M11 EQ Performance | P     | AUT      | STY      | HON      | GBR Np.  | 70e 7e   | ESP        | BEL      | ITA      | TOS         | RUS      | EIF 8e   | POR     | E-R      | TUR      | BAH      | SAK      | ABU      |          |           |          |          |         |             |        | 15e        | 10              |
| 2022          | Aston Martin Aramco Cognizant F1 Team | Aston Martin AMR22                   | Mercedes V6 turbo hybride M13 E Performance      | P     | BAH 17e  | ARA 12e  | AUS      | EMI      | MIA      | ESP        | MON      | AZE      | CAN         | GBR      | AUT      | FRA     | HON      | BEL      | P-B      | ITA      | SIN      | JAP      | USA       | MEX      | SAO      | ABU     |             |        | 22e        | 0               |
| 2023          | MoneyGram Haas F1 Team                | Haas VF-23                           | Ferrari V6 turbo hybride Type 066/10             | P     | BAH 15e  | ARA 12e  | AUS 7e   | AZE 17e  | MIA 15e  | MON 17e    | ESP 15e  | CAN 15e  | AUT Abd.+6e | GBR 13e  | HON 14e  | BEL 18e | P-B 12e  | ITA 17e  | SIN 13e  | JAP 14e  | QAT 16e  | USA 11e  | MEX 13e   | SAO 12e  | LVE 19e* | ABU 15e |             |        | 16e        | 9               |
| 2024          | MoneyGram Haas F1 Team                | Haas VF-24                           | Ferrari V6 turbo hybride Type 066/12             | P     | BAH 16e  | ARA 10e  | AUS 9e   | JAP 11e  | CHN 10e  | MIA 11e+7e | EMI 11e  | MON Abd. | CAN 11e     | ESP 11e  | AUT 6e   | GBR 6e  | HON 13e  | BEL 18e  | P-B 11e  | ITA 17e  | AZE 11e  | SIN 9e   | USA 8e+8e | MEX 9e   | SAO Dsq. | LVE 8e  | QAT Abd.+7e | ABU 8e | 11e        | 41              |
| 2025          | Stake F1 Team                         | Kick Sauber C45                      | Ferrari V6 turbo hybride Tipo 066/15             | P     | AUS 7e   | CHN 15e  | JAP 16e  | BAH Dsq. | ARA 15e  | MIA 14e    | EMI 12e  | MON 16e  | ESP 5e      | CAN 8e   | AUT 9e   | GBR 3e  | BEL 12e  | HON 13e  | P-B      | ITA      | AZE      | SIN      | USA       | MEX      | SAO      | LVE     | QAT         | ABU    | 9e         | 37              |
| Légende : ici |                                       |                                      |                                                  |       |          |          |          |          |          |            |          |          |             |          |          |         |          |          |          |          |          |          |           |          |          |         |             |        |            |                 |

## Résultat aux 24 Heures du Mans
| Année | Équipe       | no | Châssis            | Moteur                 | Pneus    | Catégorie | Équipiers              | Tours | Résultat  |
| ----- | ------------ | -- | ------------------ | ---------------------- | -------- | --------- | ---------------------- | ----- | --------- |
| 2015  | Porsche Team | 19 | Porsche 919 Hybrid | Porsche 2,0 L Turbo V4 | Michelin | LMP1      | Earl Bamber Nick Tandy | 395   | Vainqueur |